# L'Âme du tigre
Pour plus de détails, voir Fiche technique et Distribution.
L'Âme du tigre est un film franco-belgo-suisse réalisé par François Yang. Il se déroule principalement dans le quartier chinois de Paris. Il a été présenté en première mondiale au Festival du film de Zurich,,, en septembre 2016 et en Belgique au Festival international du film francophone de Namur. Il est sorti en salles en Suisse romande le 16 mars 2017, et en France le 21 février 2018.

## Synopsis
Alex (Frédéric Siuen), un jeune homme d'origine chinoise né à Paris, est confronté à la mort de son frère. Enquêtant dans le quartier chinois de Paris du 13e arrondissement et renouant avec ses origines, il est confronté aux traditions de son père (Bing Yin) et aux obligations familiales qui incombent durant ce moment délicat de sa vie. Lili (Xin Wang), une jeune femme d'origine chinoise et accessoirement sa cousine adoptive, lui sert de traductrice et lui permet de comprendre ce qui s'est vraiment passé au détriment de sa petite amie Eloane (Audrey Bastien), qui tente de l'épauler tant bien que mal, dans sa quête de réconciliation avec sa famille.

## Fiche technique
- Titre français : L'Âme du tigre
- Titre international : The Soul of the Tiger
- Réalisation : François Yang
- Scénario : François Yang, Marcel Beaulieu
- Producteur : Xavier Grin
- Coproducteur : Joseph Roushop, Philippe Lacôte
- Directeur de la photographie : Daniel Miller
- Ingénieur du son : Jürg Lempen
- Décor : Stéphane Lévy
- Montage : Daniel Gibel
- Musique : Ben Violet
- Montage son : Gabriel Hafner, François Musy
- Mixage : Franco Piscopo
- Casting : Christel Baras
- Version originale : Française / Mandarin

## Distribution
- Frédéric Siuen : Alex
- Audrey Bastien : Eloane
- Xin Wang : Lili
- Bing Yin : Tao, le père
- Yves Yan : Zhou, l'oncle
- Marianne Basler : la mère
- Shue Tien : Vieux Pang, l’oncle
- Ariane Wang : la tante

## Festivals et sélections
- Festival du film de Zurich, 2016

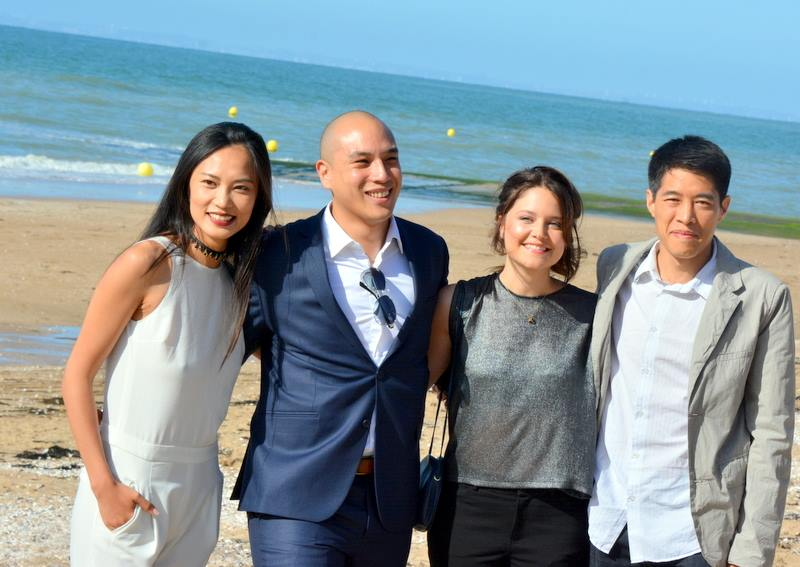
L'équipe de L'Âme du tigre au festival de Cabourg.

- Festival international du film francophone de Namur, 2016
- Journées cinématographiques de Soleure, 2017
- Los Angeles Asian Pacific Film Festival[7] : Best photography award[8], 2017
- New York independent film festival, 2017
- Festival du film de Cabourg[9], 2017
- Asian film festival of Dallas[10] (AFFD), 2017
- Vancouver asian film festival[11], 2017
- Philadelphia asian film festival (Best narrative feature award[12]), 2017
- Festival francophone du cinéma[13], Israël, 2018